# Spyker F1
Spyker F1 war ein Automobilrennstall, der 2006 und 2007 an der Formel-1-Weltmeisterschaft teilnahm. Das Team war der unmittelbare Nachfolger des Rennstalls Midland F1 Racing, der seinerseits zum Saisonbeginn 2006 die Nachfolge des 1991 gegründeten Rennstalls Jordan Grand Prix angetreten hatte. Spyker F1 war mittelbar mit dem niederländischen Sportwagenhersteller Spyker Cars verbunden. Nachdem das Team in etwas mehr als einem Jahr nur einen Weltmeisterschaftspunkt eingefahren hatte, endete das Formel-1-Engagement von Spyker im Laufe der Saison 2007. Der Rennstall wurde von dem indischen Geschäftsmann Vijay Mallya übernommen, der ihn von 2008 bis zur Insolvenz 2018 unter der Bezeichnung Force India in der Formel-1-Weltmeisterschaft an den Start brachte.

## Teamgeschichte
Anfang 2005 hatte der kanadische Geschäftsmann Alexander Shnaider die Anteilsmehrheit an Jordan Grand Prix für angeblich 60 Mio $ von Eddie Jordan übernommen. Nachdem der Rennstall ungeachtet der geänderten Eigentumsverhältnisse im Jahr 2005 noch unter der Bezeichnung Jordan geführt worden war, erfolgte zum Beginn der Saison 2006 die Umbenennung in Midland F1 Racing (kurz: MF1). Das Team fuhr in diesem Jahr mit russischer Lizenz. Shnaider führte den Rennstall allerdings nur kurz. Bereits ab März 2006 verhandelte er mit unterschiedlichen Interessenten über einen Verkauf. Anlässlich des Großen Preises von Italien in Monza am 10. September 2006 übernahm ein Konsortium rund um den niederländischen Fahrzeughersteller Spyker Cars N.V. und den Unternehmer Michiel Mol den Rennstall. Der Kaufpreis wurde mit 106 Mio$ angegeben. Das Team behielt für den Rest der Saison 2006 die russische Lizenz bei und trat bei den letzten drei Rennen des Jahres unter der Bezeichnung Spyker MF1 Racing an. Zu Beginn der Saison 2007 erfolgte die Umbenennung in Spyker F1; das Team startete in diesem Jahr unter niederländischer Rennlizenz. Der Standort des Teams blieb wie schon unter Midlands Inhaberschaft in der ehemaligen Jordan-Fabrik im britischen Silverstone.
Spyker geriet 2007 in wirtschaftliche Schwierigkeiten. Am 14. August gab das Spyker F1 Team bekannt, dass Michiel Mol das Team verlassen hatte und es zum Verkauf stand. Im September 2007 übernahmen der indische Geschäftsmann Vijay Mallya, dem unter anderem die Fluggesellschaft Kingfisher Airlines gehört, und Michiel Mol das Team. Ab 2008 trat es als Force India an und fährt seitdem unter indischer Rennlizenz.

## Renngeschichte

### Formel-1-Saison 2006

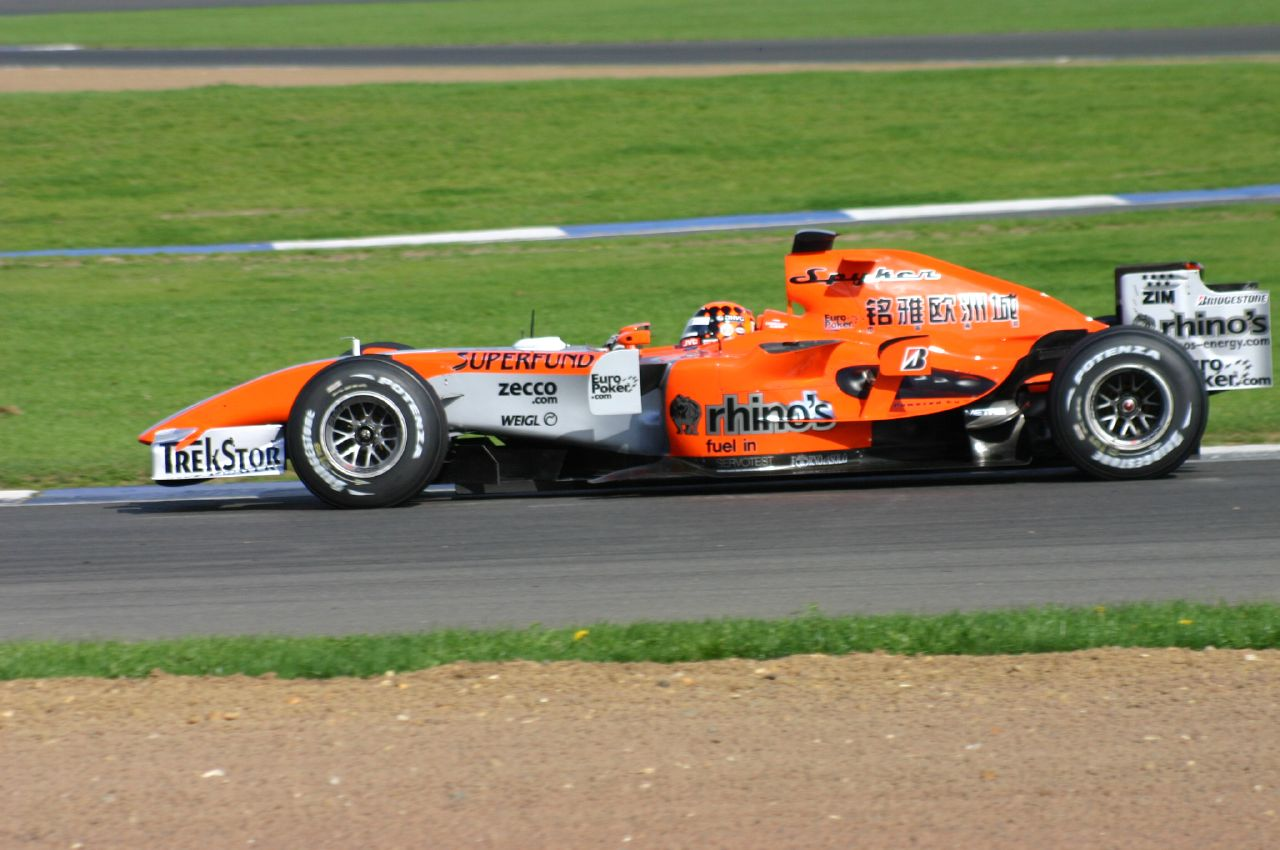
Christijan Albers im Spyker M16 (September 2006)

Nachdem die Übernahme des Rennstalls durch Spyker im Spätsommer 2006 formal vollzogen worden war, setzte Spyker den Rennbetrieb bis zum Ende der Saison 2006 mit dem unveränderten technischen Paket des früheren Midland-Teams fort. Das Einsatzfahrzeug wurde von Midland M16 in Spyker M16 umbenannt und erhielt eine orangefarbene Lackierung, erfuhr abgesehen davon aber keine Änderungen. Das Auto wurde weiterhin von einem Toyota-Kundenmotor angetrieben. Auch das Personal behielt Spyker bei. Das galt sowohl für die Fahrer Tiago Monteiro und Christijan Albers als auch für das Management, zu dem unter anderem Colin Kolles als Teamchef gehörte. Während der Saison 2006 fuhren Albers und Monteiro keine Weltmeisterschaftspunkte ein. Spyker konnte sich in diesem Jahr lediglich gegen das neu gegründete japanische Super-Aguri-Team durchsetzen, das zeitweise mit veralteten Fahrzeugen an den Start ging. Selbst das italienische Team Toro Rosso, das einen leistungsschwachen Cosworth-Motor auf letztjährigem Entwicklungsstand einsetzte, lag in der Konstrukteurswertung am Jahresende vor Spyker.

### Formel-1-Saison 2007

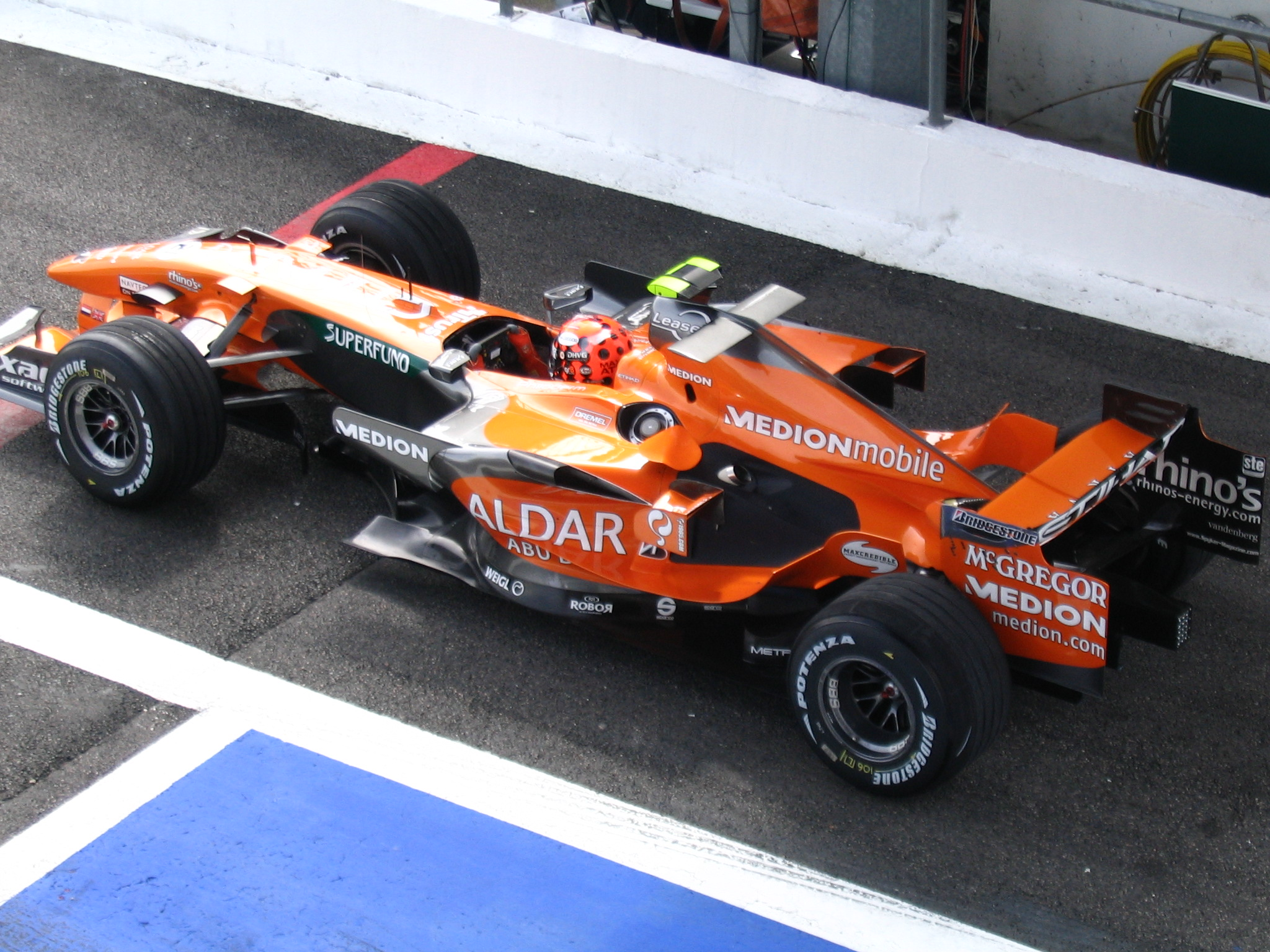
Spyker F8-VII beim Großen Preis von Frankreich 2007

In der Saison 2007 trat Spyker mit dem Modell F8-VII an. Das Auto basierte auf dem 2006 von James Key entworfenen Midland M16. Mike Gascoyne und John McQuilliam leiteten im Winter 2006/2007 die technische Weiterentwicklung. Die wichtigste Änderung war die Verwendung eines Achtzylindermotors von Ferrari. Als Fahrer verpflichtete Spyker neben Christijan Albers den deutschen Piloten Adrian Sutil. In der Saison 2007 wollte das Spyker-Team mit dem aktuellen F8-VII die hohe Zuverlässigkeit der Fahrzeuge erhalten und möglichst viele Zielankünfte realisieren. Im letzten Saisondrittel sollte die B-Version des F8-VII für weitere Verbesserungen sorgen und den Fahrern schnellere Zeiten ermöglichen. Eingesetzt werden sollte das neue Fahrzeug erstmals beim Großen Preis der Türkei in Istanbul am 26. August, aber das Auto bestand den Crashtest nicht und die Premiere des B-Cars verschob um zwei Wochen auf den GP von Italien am 9. September 2007.
Am 10. Juli gab das Team bekannt, dass Christijan Albers nicht mehr für Spyker fahren werde. Als Grund wurden Zahlungsschwierigkeiten eines der persönlichen Sponsoren Albers’ genannt. In der Folge testete Honda-Fahrer Christian Klien am 12. Juli 2007 über 63 Runden in Spa-Francorchamps das Spyker-F1-Chassis. Zum Rennen um den Großen Preis von Europa am 22. Juli auf dem Nürburgring wurde Albers jedoch durch den bisherigen Spyker-Testfahrer Markus Winkelhock ersetzt, der hier das einzige Formel-1-Rennen seiner Karriere fuhr. Durch ein geschicktes Taktieren in der Reifenwahl – er war als einziger Pilot auf Regenreifen aus der Boxengasse heraus gestartet – konnte Winkelhock bei starkem Regen die Führung übernehmen. Diese Position konnte er über sechs Runden halten, fiel beim Neustart nach einer Rennunterbrechung allerdings bis auf Rang 15 zurück und musste das Rennen dann wegen technischer Probleme beenden. Eine Woche später gab das Team die Verpflichtung des Japaners Sakon Yamamoto bekannt, der für den Rest der Saison den zweiten Platz bei Spyker übernahm. Entscheidend dafür war ein gutes Sponsorenpaket, das der Japaner im Gegensatz zu seinen Konkurrenten Winkelhock, Klien und Narain Karthikeyan aufweisen konnte. Teamchef Kolles gab bereits vor der Verpflichtung offen zu, auf Sponsoren angewiesen zu sein.
Den Großen Preis von Japan beendete Sutil auf Rang acht. Er fuhr damit den ersten und einzigen Weltmeisterschaftspunkt für sein Team ein, das zu dieser Zeit bereits Vijay Mallya gehörte. Spyker beendete die Saison auf Platz 10 der Konstrukteurswertung.

## Zahlen und Daten

### Statistik in der Formel 1
| Saison | Teamname                    | Chassis       | Motor          | Reifen | Grands Prix | Siege | Zweiter | Dritter | Poles | schn. Runden | Punkte | WM-Rang |
| ------ | --------------------------- | ------------- | -------------- | ------ | ----------- | ----- | ------- | ------- | ----- | ------------ | ------ | ------- |
| 2006   | Spyker MF1 Team             | Midland M16   | Toyota 2.4 V8  | B      | 3           | –     | –       | –       | –     | –            | –      | 10.     |
| 2007   | Etihad Aldar Spyker F1 Team | Spyker F8-VII | Ferrari 2.4 V8 | B      | 17          | –     | –       | –       | –     | –            | 1      | 10.     |
| Gesamt | Gesamt                      | Gesamt        | Gesamt         | Gesamt | 20          | –     | –       | –       | –     | –            | 1      |         |

### Alle Fahrer von Spyker in der Formel 1
| Name              | Jahre     | Grand Prix | Punkte | Siege | Zweiter | Dritter | Poles | SR | beste WM-Pos. |
| ----------------- | --------- | ---------- | ------ | ----- | ------- | ------- | ----- | -- | ------------- |
| Adrian Sutil      | 2007      | 17         | 1      | –     | –       | –       | –     | –  | 19. (2007)    |
| Christijan Albers | 2006–2007 | 12         | –      | –     | –       | –       | –     | –  | 22. (2006)    |
| Sakon Yamamoto    | 2007      | 7          | –      | –     | –       | –       | –     | –  | 24. (2007)    |
| Tiago Monteiro    | 2006      | 3          | –      | –     | –       | –       | –     | –  | 22. (2006)    |
| Markus Winkelhock | 2007      | 1          | –      | –     | –       | –       | –     | –  | –             |

### Ergebnisse in der Formel 1
| Saison | Chassis       | Fahrer        | Nr. | 1   | 2   | 3   | 4   | 5   | 6   | 7  | 8   | 9   | 10  | 11  | 12  | 13 | 14  | 15  | 16  | 17  | 18 | Punkte | Rang |
| ------ | ------------- | ------------- | --- | --- | --- | --- | --- | --- | --- | -- | --- | --- | --- | --- | --- | -- | --- | --- | --- | --- | -- | ------ | ---- |
| 2006   | Midland M16   |               |     |     |     |     |     |     |     |    |     |     |     |     |     |    |     |     |     |     |    | –      | 10.  |
| 2006   | Midland M16   | T. Monteiro   | 18  | 17  | 13  | DNF | 16  | 12  | 16  | 15 | 16  | 14  | DNF | DNF | DNF | 9  | DNF | DNF | DNF | 16  | 15 | –      | 10.  |
| 2006   | Midland M16   | C. Albers     | 19  | DNF | 12  | 11  | DNF | 13  | DNF | 12 | 15  | DNF | DNF | 15  | DSQ | 10 | DNF | 17  | 15  | DNF | 14 | –      | 10.  |
| 2007   | Spyker F8-VII |               |     |     |     |     |     |     |     |    |     |     |     |     |     |    |     |     |     |     |    | 1      | 10.  |
| 2007   | Spyker F8-VII | A. Sutil      | 20  | 17  | DNF | 15  | 13  | DNF | DNF | 14 | 17  | DNF | DNF | 17  | 21* | 19 | 14  | 8   | DNF | DNF |    | 1      | 10.  |
| 2007   | Spyker F8-VII | C. Albers     | 21  | DNF | DNF | 14  | 14  | 19  | DNF | 15 | DNF | 15  |     |     |     |    |     |     |     |     |    | 1      | 10.  |
| 2007   | Spyker F8-VII | M. Winkelhock | 21  |     |     |     |     |     |     |    |     |     | DNF |     |     |    |     |     |     |     |    | 1      | 10.  |
| 2007   | Spyker F8-VII | S. Yamamoto   | 21  |     |     |     |     |     |     |    |     |     |     | DNF | 20  | 20 | 17  | 12  | 17  | DNF |    | 1      | 10.  |

| Legende  | Legende            | Legende                                                          |
| Farbe    | Abkürzung          | Bedeutung                                                        |
| -------- | ------------------ | ---------------------------------------------------------------- |
| Gold     | –                  | Sieg                                                             |
| Silber   | –                  | 2. Platz                                                         |
| Bronze   | –                  | 3. Platz                                                         |
| Grün     | –                  | Platzierung in den Punkten                                       |
| Blau     | –                  | Klassifiziert außerhalb der Punkteränge                          |
| Violett  | DNF                | Rennen nicht beendet (did not finish)                            |
| Violett  | NC                 | nicht klassifiziert (not classified)                             |
| Rot      | DNQ                | nicht qualifiziert (did not qualify)                             |
| Rot      | DNPQ               | in Vorqualifikation gescheitert (did not pre-qualify)            |
| Schwarz  | DSQ                | disqualifiziert (disqualified)                                   |
| Weiß     | DNS                | nicht am Start (did not start)                                   |
| Weiß     | WD                 | zurückgezogen (withdrawn)                                        |
| Hellblau | PO                 | nur am Training teilgenommen (practiced only)                    |
| Hellblau | TD                 | Freitags-Testfahrer (test driver)                                |
| ohne     | DNP                | nicht am Training teilgenommen (did not practice)                |
| ohne     | INJ                | verletzt oder krank (injured)                                    |
| ohne     | EX                 | ausgeschlossen (excluded)                                        |
| ohne     | DNA                | nicht erschienen (did not arrive)                                |
| ohne     | C                  | Rennen abgesagt (cancelled)                                      |
| ohne     | keine WM-Teilnahme |                                                                  |
| sonstige | P/fett             | Pole-Position                                                    |
| sonstige | 1/2/3/4/5/6/7/8    | Punktplatzierung im Sprint-/Qualifikationsrennen                 |
| sonstige | SR/kursiv          | Schnellste Rennrunde                                             |
| sonstige | *                  | nicht im Ziel, aufgrund der zurückgelegten Distanz aber gewertet |
| sonstige | ()                 | Streichresultate                                                 |
| sonstige | unterstrichen      | Führender in der Gesamtwertung                                   |